# Прва савезна лига Југославије у фудбалу 1965/66.

Прва савезна лига Југославије била је највиши ранг фудбалског такмичења у Југославији 1965/66. године. И тридесетосма сезона по реду у којој се организовало првенство Југославије у фудбалу. Шампион је постала Војводина из Новог Сада, освојивши своју прву шампионску титулу. Из лиге су испали београдски Раднички и загребачка Трешњевка.
Пред почетак сезоне покренута је афера оптужбама голмана Жељезничара Планинића, да је руководство његовог клуба договорило у претходној сезони уступање бодова у мечевима са Хајдуком у Сплиту и Трешњевком у Загребу. Због овога неки од функционера три клуба су првобитном одлуком кажњени, а тимови су пребачени у нижи ранг такмичења. Ипак, комисија за жалбе ФСЈ је ублажила казне, па је Жељезничару одузето 6 бодова, а Хајдуку и Трешњевки по 5.

## Учесници првенства
У фудбалском првенство Југославије у сезони 1965/66. је учествовало укупно 16 тимова, од којих су 6 из СР Србије, 5 из СР Хрватске, 3 из СР Босне и Херцеговине и по 1 из СР Македоније и СР Словеније.
- Вардар, Скопље
- Вележ, Мостар
- Војводина, Нови Сад
- Динамо, Загреб
- Жељезничар, Сарајево
- Загреб
- Олимпија, Љубљана
- ОФК, Београд
- Партизан, Београд
- Раднички, Београд
- Раднички, Ниш
- Ријека
- Сарајево
- Трешњевка, Загреб
- Хајдук, Сплит
- Црвена звезда, Београд

## Табела
| Место | Клуб            | мечева | победа | нерешених | пораза | дати голови | примљени голови | гол разлика | бодова  |
| ----- | --------------- | ------ | ------ | --------- | ------ | ----------- | --------------- | ----------- | ------- |
| 1     | Војводина       | 30     | 17     | 9         | 4      | 53          | 28              | +25         | 43      |
| 2     | Динамо          | 30     | 13     | 9         | 8      | 49          | 35              | +14         | 35      |
| 3     | Вележ           | 30     | 14     | 7         | 7      | 48          | 37              | +11         | 35      |
| 4     | Ријека          | 30     | 14     | 6         | 8      | 46          | 40              | +6          | 32      |
| 5     | Црвена звезда   | 30     | 12     | 7         | 11     | 54          | 54              | 0           | 31      |
| 6     | ОФК             | 30     | 10     | 10        | 10     | 58          | 50              | +8          | 30      |
| 7     | Раднички Н.     | 30     | 10     | 9         | 11     | 44          | 35              | +9          | 29      |
| 8     | Олимпија        | 30     | 11     | 7         | 12     | 43          | 47              | -4          | 29      |
| 9     | Сарајево        | 30     | 10     | 9         | 11     | 40          | 44              | -4          | 29      |
| 10    | Вардар          | 30     | 12     | 4         | 14     | 47          | 44              | +3          | 28      |
| 11    | Партизан        | 30     | 10     | 8         | 12     | 45          | 47              | -2          | 28      |
| 12    | Жељезничар      | 30     | 12     | 8         | 10     | 35          | 36              | -1          | 26 (-6) |
| 13    | Хајдук          | 30     | 11     | 8         | 11     | 45          | 37              | +9          | 25 (-5) |
| 14    | Загреб          | 30     | 9      | 7         | 14     | 39          | 58              | -19         | 25      |
| 15    | Раднички Б.     | 30     | 7      | 11        | 12     | 32          | 53              | -21         | 25      |
| 16    | Трешњевка       | 30     | 6      | 6         | 18     | 41          | 74              | -33         | 13 (-5) |
| -     | Сутјеска Никшић | -      | -      | -         | -      | -           | -               | -           | -       |
| -     | Челик Зеница    | -      | -      | -         | -      | -           | -               | -           | -       |

Најбољи стрелац лиге био је Петар Надовеза (Хајдук Сплит) са 21 постигнутим голом.

## Освајач лиге
ФК ВОЈВОДИНА 
Тренер: Бранко Станковић
Технички директор: Вујадин Бошков
Играчи (мечева/голова):
- Силвестер Такач (30/13)
- Васа Пушибрк (30/2)
- Илија Пантелић (голман) (30/0)
- Владимир Савић (29/5)
- Жарко Николић (29/4)
- Иван Брзић (29/0)
- Стеван Секереш (29/0)
- Добривоје Тривић (28/7)
- Младен Вучинић (26/0)
- Ђорђе Павлић (18/8)
- Стеван Нештицки (17/0)
- Димитрије Радовић (16/1)
- Радивој Радосав (12/4)
- Адолф Ламби (8/2)
- Вељко Алексић (4/0)
- Ђорђе Милић (3/1)
- Тонче Стамевски (3/0)
- Рајко Алексић (2/0)
- Бранислав Вељковић (голман) (1/0)
- Анђелко Маринковић (1/0)
- Драган Сурдучки (1/0)

| Првак Југославије у фудбалу 1965/66. |
| ------------------------------------ |
| Војводина 1. титула                  |